# Bleiweiß (Nürnberg)

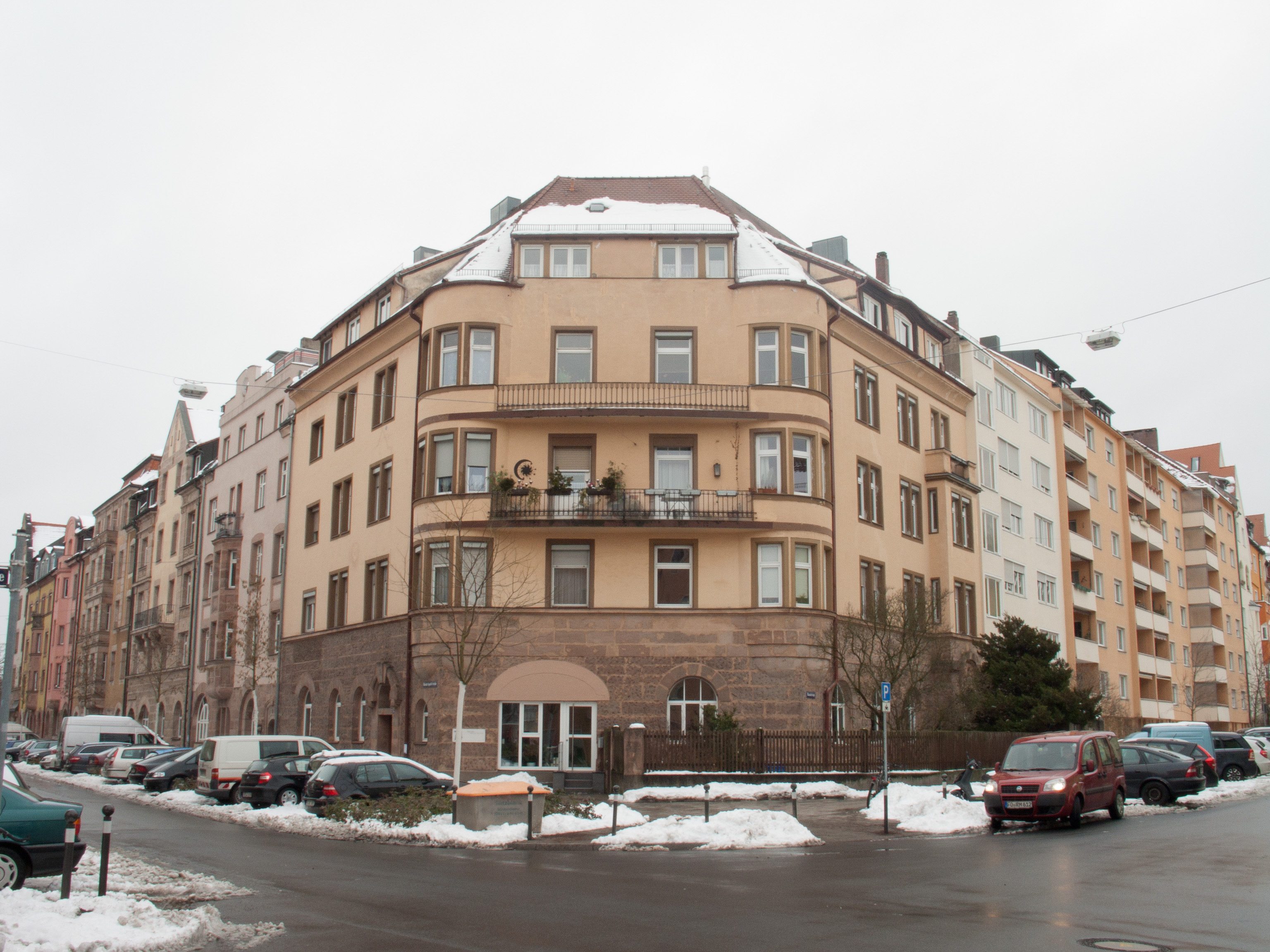
Wilhelm-Spaeth-Straße

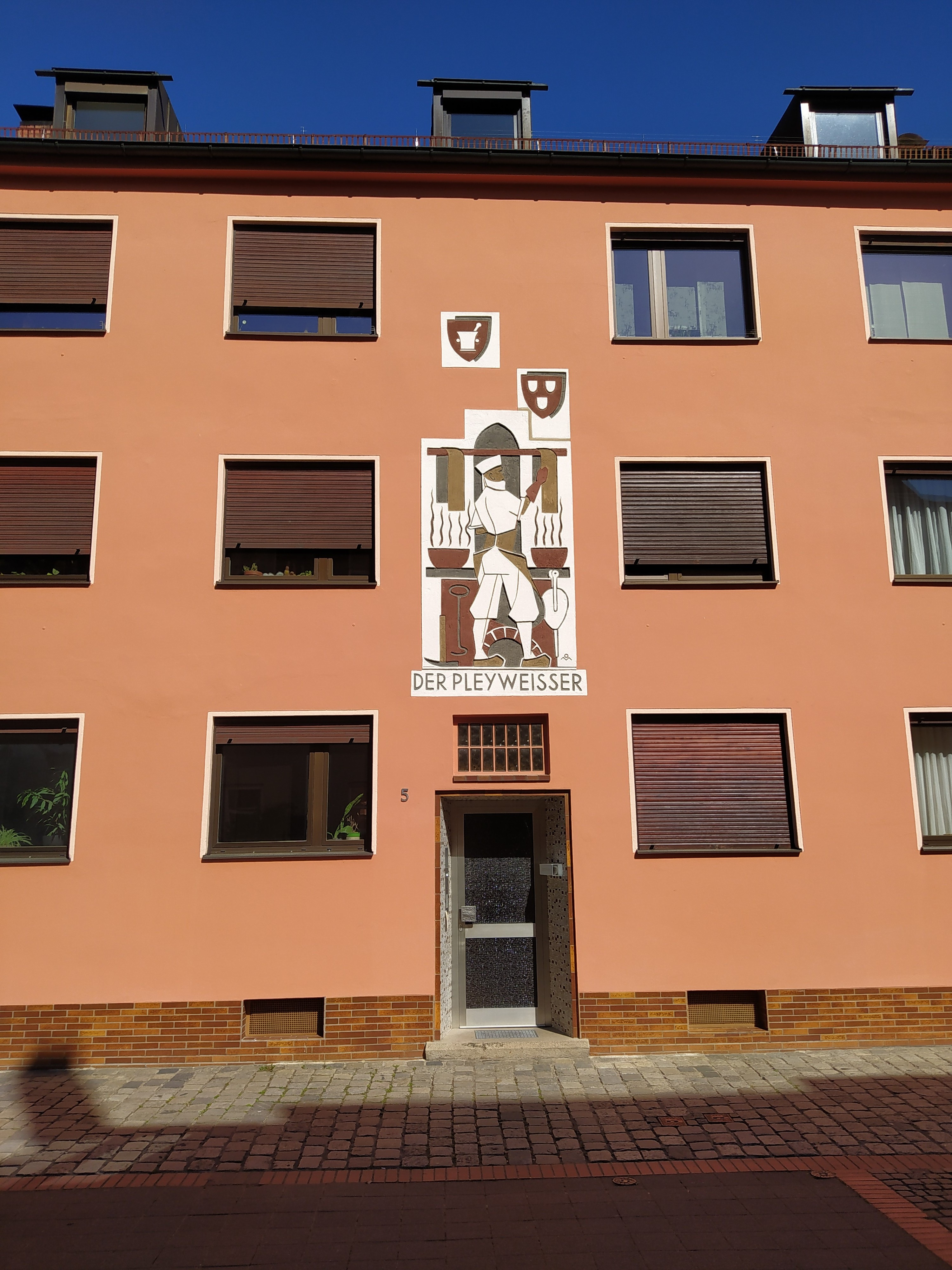
Der Pleyweisser – Darstellung einer handwerklichen Szene aus dem 17. Jh. auf einem Sgraffito in der Hinteren Bleiweißstraße, um 1959

Bleiweiß ([ˈblaɪ̯ˌvaɪ̯s] ⓘ) ist ein südöstlich der Nürnberger Altstadt gelegener Stadtteil und als Distrikt 111 Teil des statistischen Bezirks 11 (Glockenhof). Das Bleiweißviertel ist heute ein Prototyp moderner Stadtbebauung.

## Lage
Im Bereich der heutigen Lichtenhofstraße 4–8 in Nürnberg befand sich die Einöde Bleiweiß. Sie ist der Siedlungskern des Bleiweißviertels. Dieses liegt in Glockenhof, östlich der Allersberger Straße, zwischen Schweigger-, Holzgarten- und Wodanstraße.

## Geschichte
Der Ort wurde im Jahr 1449 als „Haus, zu dem eußern Galgenhoff, da man ünslit innen aussmelcz“ erstmals schriftlich erwähnt. Bleiweiß war also schon damals eine Schmelzhütte, 1450 heißt es von ihr, dass sie „ein gering smelzhutten“ ist. 1599 wurde sie als „pleÿweißhütten“ bezeichnet. Seit dem 17. Jahrhundert siedelten sich dort die Bleiweißer (eine alte Bezeichnung für Bleistiftmacher) an.
Gegen Ende des 18. Jahrhunderts bestand Bleiweiß aus einem Gut. Das Hochgericht übte die Reichsstadt Nürnberg aus, was aber von den brandenburg-ansbachischen Oberämtern Schwabach und Burgthann bestritten wurde. Grundherr war der Nürnberger Eigenherr von Geuder. Es gab zwei Untertansfamilien.
Von 1797 bis 1808 unterstand Bleiweiß dem Justiz- und Kammeramt Burgthann. Im Rahmen des Gemeindeedikts wurde der Ort dem 1808 gebildeten Steuerdistrikt Gleißhammer und der im selben Jahr gegründeten Ruralgemeinde Gleißhammer zugeordnet. 1899 wurde Bleiweiß mit Gleißhammer nach Nürnberg eingemeindet.

### Einwohnerentwicklung
| Jahr      | 001818 | 001824 | 001836 | 001840 | 001861 | 001871 | 001885 |
| Einwohner | 22     | 25     | 31     | 29     | 27     | 319    | 1341   |
| Häuser    | 3      | 2      | 4      | 4      |        |        | 88     |
| Quelle    | [ 10 ] | [ 7 ]  | [ 11 ] | [ 12 ] | [ 13 ] | [ 14 ] | [ 15 ] |

## Religion
Bleiweiß ist seit der Reformation evangelisch-lutherisch geprägt und war ursprünglich nach St. Lorenz (Nürnberg) gepfarrt, ab dem 19. Jahrhundert war  St. Peter (Nürnberg) zuständig, gegenwärtig gehört Bleiweiß zur Gustav-Adolf-Gedächtniskirche (Nürnberg). Die Einwohner römisch-katholischer Konfession sind nach Herz Jesu (Nürnberg) gepfarrt.

## Infrastruktur
Bei der Sanierung, die 1990 ihren Abschluss fand, wurde die Hälfte der Gebäude abgerissen. Dabei hat man einen Kindergarten, ein Jugendfreizeitheim, eine Altentagesstätte, ein Garagenhaus und Clubräume für Vereine gebaut. Der Kulturtreff Bleiweiß besteht seit 1988 und gehört zu den elf städtischen Kulturläden in Nürnberg. Im Gegensatz zu anderen Kulturläden besitzt der Kulturtreff Bleiweiß keine eigenen Veranstaltungsräume, sondern nutzt den Seniorentreff Bleiweiß in der Hinteren Bleiweißstraße 15 und das Jugendzentrum Quibble (Kreisjugendring Nbg.- Stadt) in der Augustenstraße 25 für seine Angebote. Der Kulturtreff Bleiweiß wurde mittlerweile in das Kultur- und Bildungszentrum Südpunkt integriert.